# The Famous Five (TV-serie)
The Famous Five är en brittisk TV-serie baserad på barnböckerna med samma namn av Enid Blyton. Serien sändes på ITV under två säsonger 1978 och 1979. Den producerades av Southern Television i 26 avsnitt på omkring en halvtimme. Serien sändes inte på TV i Sverige.

## Produktion
Inspelningarna av serien började under sommaren 1977. Serien producerades av Southern Television i en samproduktion med ett tyskt bolag. Avsnitten spelades in på naturliga platser och på film i stället för videoband. Det blev den dyraste barn-tv-serien som fram till dess hade producerats.  Varje avsnitt var en anpassning av en av de ursprungliga romanerna. Alla avsnitt hade samma huvudkaraktärer:  George, Julian, Dick, Anne och hunden Timmy.
Den första säsongen hade Don Leaver som producent, medan den andra producerades av Sidney Hayers. Exekutiv producent var James Gatward. Berättelserna anpassades för TV av olika författare och regissörer. Fler mer kända skådespelare gästspelade i serien som Patrick Troughton, Cyril Luckham, Brenda Cowling, Geoffrey Bayldon, Brian Glover, Ronald Fraser och ett tidigt framträdande av Rupert Graves. 
Tv-manusen ändrades från böckerna och skildrade dem i en samtida 1970-talsmiljö, och skådespelarna bar samtida mode, som jeans, pikétröjor och Speedos, istället för de 1950-talskläder som beskrivs i böckerna. Av de ursprungliga 21 romanerna blev tre inte filmatiserade. Fem söker en skatt och Fem löser en gåta eftersom brittiska stiftelsen för barnfilm fortfarande hade film- och tv-rättigheterna till  dessa båda böcker, och Fem och kidnapparna inte passade in i inspelningarnas schema. Efter seriens framgångar ville Southern Television spela in ytterligare en säsong nya avsnitt, men Enid Blytons dödsbo förbjöd skapandet av nya originalhistorier.  
En kritik mot serien var att många av avsnitten innehöll scener som utspelade sig på natten och som var dåligt upplysta till den grad att det var svårt att se vad som hände. Dessa scener spelades egentligen in i dagsljus, men ett tungt filter placerades över kameran för att ge intrycket av mörker.  Serien spelades till största delen in på plats i New Forest och delvis i Christchurch, med många av inomhusscenerna filmade i Exbury House.

## Sändningar

### Europa
The Famous Five började sändas på ITV måndagen den 3 juli 1978 klockan 16:45. Då hade det gått ett år sedan avsnittet hade spelats in och det var under produktionen av den andra säsongen. Det första avsnittet kallades Five Go to Kirren Island, en felaktig stavning av Kirrin.  Det första avsnittet som spelades in var Five Go to Mystery Moor. Den första säsongen blev populär, och sedan sändes de första sex avsnitten av den andra säsongen. inspelade under sommaren 1978, på söndagar i november och december 1978. Resten av säsong 2, sju avsnitt av den andra säsongen, sändes på onsdagar från juni till augusti 1979. Serien The Famous Five såldes till många andra europeiska länder som Irland. På Irland gick den i repris 1981, 1983 och 1985. Den dubbades till flera språk i Europa, såsom tyska. Inspelningen hade delvis finansierats av ett tyskt företag, men också franska, italienska och spanska. Serien sändes inte i Sverige.

### Australien och Kanada
I Kanada och Australien sändes också serien. I Australien hade serien debut på ABC TV tisdagen den 22 maj 1979 klockan 17:30, och sedan visades resten av den första säsongen på varje vardagskväll från det datumet. Hela den första säsongen hade visats i början av juni 1979. Den andra säsongen visades i Australien av  ABC, från tisdagen den 4 mars 1980 klockan 17:00. Nya avsnitt visades nu varje vecka. Avsnitt gick i repris regelbundet på eftermiddagstider till mitten av 1980-talet. Sedan flyttades sändningarna till på morgonen. Serien visades till 1989.

### Musik
Titellåten var den enda originalkompositionen av Rob Andrews (musik) och Les Spurr (text). Musiken var huvudsakligen hämtad från biblioteksmusik och från Drama Montage vol 1 & 2 av Brian Bennett.  Ledmotivet sjöngs inte av skådespelarna utan av kören på Corona Stage Academy. Musiken släpptes som singel 1978 men kom aldrig med på topplistorna.

## Medverkande
- Michele Gallagher - George
- Marcus Harris - Julian
- Gary Russell - Dick
- Jennifer Thanisch - Anne
- Toddy (en bordercollie) som hunden Timmy

## Avsnitt

### Säsong 1
- Five Go to Kirrin Island: Part 1 (Första sändning: 3 Juli 1978)
- Five Go to Kirrin Island: Part 2 (10 Juli 1978)
- Five Go Adventuring Again (17 Juli 1978)
- Five Go to Smuggler's Top: Part 1 (24 Juli 1978)
- Five Go to Smuggler's Top: Part 2 (31 Juli 1978)
- Five Go Off in a Caravan (7 Augusti 1978)
- Five Go Off to Camp: Part 1 (14 Augusti 1978)
- Five Go Off to Camp: Part 2 (21 Augusti 1978)
- Five on a Hike Together (4 September 1978)
- Five Go to Mystery Moor (11 September 1978)
- Five on a Secret Trail (8 September 1978)
- Five Go to Billycock Hill (25 September 1978)
- Five on Finniston Farm (2 Oktober 1978)

### Säsong 2
- Five Get into Trouble - Prisoners (19 November 1978)
- Five Get into Trouble - Conspiracies (26 November 1978)
- Five Get into a Fix (3 December 1978)
- Five Are Together Again: Part 1 (10 December 1978)
- Five Are Together Again: Part 2 (17 December 1978)
- Five Have a Wonderful Time (31 December 1978)
- Five Fall into Adventure: Part 1 (27 Juni 1979)
- Five Fall into Adventure: Part 2 (4 Juli 1979)
- Five Run Away Together (11 Juli 1979)
- Five Go to Demon's Rocks: Part 1 (18 Juli 1979)
- Five Go to Demon's Rocks: Part 2 (25 Juli 1979)
- Five Go Down to the Sea: Part 1 (1 Augusti 1979)
- Five Go Down to the Sea: Part 2 (8 Augusti 1979)

## Efterspel
Serien ledde till försäljning av många artiklar med anknytning som pussel och årsböcker. Tidningen Look-in publicerade en bildserie varje vecka under nästan två år.
Serien släpptes inte på DVD på grund oklarheter om rättigheterna till tv-avsnitten. I oktober 2010 gjorde distributören Koch Media om hela serien och släppte den i Tyskland på Region 2. Serien var på en DVD-uppsättning med sju skivor och på tre Blu-ray-skivor med omfattande bonusmaterial, inklusive en intervju med originalskådespelarna och deras tyska motsvarigheter som gjorde rösterna till den tyskdubbade versionen.  Frankrike följde efter i november 2011 med två uppsättningar med 3 DVD, men den franska versionen innehöll bara den franskdubbade versionen och inget bonusmaterial. Hela serien släpptes slutligen på DVD i Storbritannien i juni 2012 av Koch Media. En ny 45 minuter lång intervju ,inspelad tidigare under 2012, med originalskådespelarna finns med på en av DVD-skivorna i säsong 1. Serien släpptes på DVD i Australien 2005 av Reel Corporation. Bolaget släppte denna version med bilder från 1995-1997 års version och avsnittet "Five on a Treasure Island" från den versionen fanns också med.  Uppsättningen korrigerades snart som en reviderad upplaga med bilder från 1978 års serie, och återutgavs igen 2011.
1996 blev böckerna åter föremål en ny brittisk TV-serie Vi fem av Harlech Television (HTV) och Tyne Tees Television. Den här gången försökte man anpassa miljön mera till böckernas miljö på 1950-talet. Senare har en animerad version av Fem-böckerna gjorts av det franska företaget Marathon.